# جون إل. ماك
جون إل. ماك (بالإنجليزية: John L. Mack)‏ هو مهندس الصوت أمريكي، ولد في القرن العشرين.

## وصلات خارجية
- جون إل. ماك على موقع IMDb (الإنجليزية)